# GP Elite
GP Elite is een Nederlands bedrijf dat sinds 18 oktober 2007 actief is in de autosport. Het bedrijf is opgericht door Marc Schipper met als basis het geven van autosporttrainingen. Inmiddels is GP Elite vooral bekend om zijn raceteam, waarmee zij actief zijn in verschillende Porsche one-make series. Hierin rijden zij met de Porsche 718 Cayman GT4 Clubsport en Porsche 911 (992) GT3 Cup auto. 
Team GP Elite, waaronder het raceteam van GP Elite bekend staat, nam in 2012 voor het eerst deel aan een race tijdens de DNRT op TT Circuit Assen. Tegenwoordig is het team enkel nog gericht op Porscheklassen en het endurance-racen. 
In 2023 komt het team in zes Porsche-kampioenschappen uit en begin dat jaar namen zij met een 911 GT3 R deel aan de 24 uur van Dubai.
| Jaar | Kampioenschap                            | Rijder/Team        | Klasse  |
| ---- | ---------------------------------------- | ------------------ | ------- |
| 2019 | Porsche Carrera Cup Benelux              | Max van Splunteren | Overall |
| 2020 | Porsche Sprint Challenge Middle East     | Jesse van Kuijk    | Pro-Am  |
| 2020 | Porsche Sprint Challenge Middle East     | Team GP Elite      | Team    |
| 2020 | Porsche Mobil 1 Supercup                 | Larry ten Voorde   | Overall |
| 2020 | Porsche Mobil 1 Supercup                 | Max van Splunteren | Rookie  |
| 2021 | Porsche Sprint Challenge Middle East     | Lucas Groeneveld   | Pro-Am  |
| 2021 | Porsche Sprint Challenge Middle East     | Team GP Elite      | Team    |
| 2021 | Porsche Mobil 1 Supercup                 | Team GP Elite      | Team    |
| 2021 | Porsche Mobil 1 Supercup                 | Larry ten Voorde   | Overall |
| 2021 | Porsche Carrera Cup Deutschland          | Team GP Elite      | Team    |
| 2021 | Porsche Carrera Cup Deutschland          | Larry ten Voorde   | Overall |
| 2021 | Porsche Carrera Cup Benelux              | Floris Dullaart    | Pro-Am  |
| 2022 | Porsche Sprint Challenge Middle East     | Jan Dobber         | AM      |
| 2022 | Porsche Sprint Challenge Benelux         | Sacha Norden       | GT4     |
| 2022 | Porsche Sprint Challenge Benelux         | Michel Arfman      | 991     |
| 2023 | Porsche Sprint Challenge Southern Europe | Lin Hodenius       | Pro-Am  |
| 2023 | Porsche Carrera Cup Deutschland          | Larry ten Voorde   | Overall |
| 2023 | Porsche Carrera Cup Benelux              | Sacha Norden       | Pro-Am  |
| 2023 | Porsche Carrera Cup Benelux              | Cédric Chassang    | AM      |